# Moe Howard
Moses Harry Horwitz (Brooklyn, 19 de junio de 1897-Los Ángeles, 4 de mayo de 1975), más conocido por su nombre artístico, Moe Howard, fue un actor y comediante estadounidense. Principalmente reconocido por formar parte del trío cómico los Tres Chiflados.

## Biografía

### Infancia
Fue el cuarto de los cinco hijos fruto del matrimonio entre Solomon Horwitz y Jennie Goldsmith. Sus hermanos eran Isidore (1891-1938), Jacob Benjamin (1893-1976), Samuel Shemp (1895-1955) y Jerome Lester Curly (1903-1952).
Niño extremadamente inteligente y con gran capacidad de memoria, que luego aplicaría en su carrera, Moe se vio atraído muy pronto por el teatro y faltaba a menudo a la escuela para escabullirse a las representaciones durante la semana. De forma novedosa, Moe diseñó su propio estilo de peinado para escapar del aspecto afeminado que su madre le imponía (20 bucles castaños) y que le era merecedor de burlas en el colegio. A los 13 años de edad, se refugió en el baño de un amigo y cortó por lo sano, diseñando de casualidad el corte tipo taza que lo iba a caracterizar de por vida. Cuando volvió a su casa al verse en un espejo se largó a llorar y a medida que los otros integrantes de la familia llegaban se iban riendo del nuevo peinado del pequeño Moses. Moe estaba aterrorizado de lo que diría su madre. Cuando ella llegó y lo vio, lo único que alcanzó a decir entre lágrimas fue: «Suerte que tuviste el valor para hacerlo, yo no lo hubiera tenido». 
Su primer contacto con el teatro fue en su etapa escolar, cuando dirigió y protagonizó una pequeña obra: The Story of Nathan Hale. De ahí en adelante sus calificaciones bajaron, a tal punto, que abandonó los estudios secundarios, sin completarlos en toda su vida. Por esta época sus padres no aprobaban demasiado la decisión de su hijo. Moe trataba de complacerlos estudiando cosas como electricidad, que luego abandonaba. En 1909 Moe conocería a Ted Healy, desarrollándose entre ellos una amistad, que los llevó a que en 1912 consiguieran su primer papel en el acto acuático de Annette Kellerman, espectáculo que duró solo un verano.

### Carrera actoral
En 1914 consiguió trabajo con un grupo de actuación en el barco con teatro a bordo Sunflower del Capitán Billy Bryant. Durante dos veranos, actuó con la compañía en los mismos melodramas que había visto cuando era chico. Comenzando en 1917, Moe intervino en un exitoso acto de cara negra con Shemp en vodevil, con quien empezó a recorrer distintos puntos de los Estados Unidos por los próximos cinco años. Además de su trabajo actoral en escena, Moe también apareció en doce cortos con el gran beisbolista Hans Wagner.
De esta manera, se vincularon a los circuitos de teatro de Lowe y RKO. En 1923, Moe y su hermano volvieron a encontrarse con Ted Healy, y en su espectáculo teatral representaron un número secundario bajo el nombre de Syncopated Toes, conociendo los primeros éxitos de público desde entonces.
Este fue el principio de la carrera de Moe como stooge, que, traducido al español significa 'chiflado', aunque en realidad, en la jerga teatral norteamericana de la época aludía a otra situación. El stooge era el actor (aparentemente secundario) que con su intervención daba pie a la respuesta o a la acción cómica del protagonista principal, papel más importante de lo que pudiera pensarse.
En 1925, Moe se casó con Helen Schonberger, prima segunda del famoso mago y actor Harry Houdini, y que sería su compañera sentimental para el resto de su vida. A mediados de 1925, su esposa le reclamó a Moe que abandonara el trabajo actoral para pasar más tiempo en la vida familiar, a lo que este accedió, trabajando un tiempo en el negocio inmobiliario y en otros trabajos más normales, sin demasiado éxito. En 1927 nació su primera hija, Joan Howard, la cual luego completaría un libro biográfico que escribió su padre. Su otro hijo, Paul Howard, nació en 1935. 
Después de tres años y medio de ausencia de la actuación, Moe retornó con Ted Healy a fines de 1928 para realizar un acto en Broadway llamado A Night in Venice. Por ese tiempo el grupo de Healy (Ted Healy and his Stooges), se componía de Moe, Shemp Howard, Larry Fine y Fred Sanborn. Con esta integración filmaron su primera película en 1930: Soup to Nuts. Sin embargo, las desavenencias contractuales con el líder del grupo, al que se sumaba el alcoholismo de este, hicieron que pronto Shemp se marchara para iniciar una carrera individual por varios años, hasta 1946.

### Los Tres Chiflados
El reemplazo de Shemp fue Curly (Babe), su hermano menor, el cual desde entonces asumió su aspecto posteriormente conocido, afeitándose la cabeza y el bigote que hasta entonces usaba. El grupo de Ted Healy realizó algunas películas más para MGM, hasta su disolución definitiva en 1934, año en que Moe, Larry y Curly pasaron a Columbia Pictures, en donde conocerían la fama con el nombre de los Tres Chiflados, realizando (con los de Shemp y Joe Besser incluidos), 190 cortos hasta 1957.
Moe asumió en el trío el papel central, haciendo gala de un humor agresivo y violento en ocasiones que desarrolló en todos los años de su actuación al frente del mismo. Sin embargo, esta postura era la antítesis de lo que era el actor en la vida privada: sereno, sentimental y generoso tanto en la vida familiar como en la amistad. Este contraste era aún más manifiesto si se lo comparaba con sus compañeros en la pantalla: Larry era un jugador empedernido y Curly llevó una vida nocturna y rumbosa. Moe, además, fue el director financiero del trío y quien se ocupaba de las negociaciones del mismo.
Su primera película para Columbia, Woman Haters, de 1934, aún no mostró los caracteres definitivos de los Tres Chiflados. En su siguiente corto, Punch Drunks (el único cuyo guion estuvo íntegramente escrito por ellos), la situación cambió por completo. Incluso en aquella primera época, considerada por muchos entusiastas del trío como la mejor del mismo, hasta 1940 aproximadamente, uno de sus cortos, Men in Black (1934), fue candidato a un Óscar de la Academia.

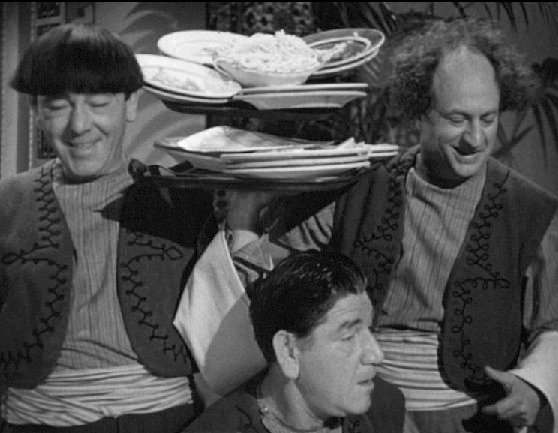
Moe Howard (izquierda) en Malice in the Palace (1949) con Shemp Howard y Larry Fine.

En la primera parte de la década de 1940, y como parte del esfuerzo de guerra con que Hollywood contribuyera a la causa de los Estados Unidos durante la Segunda Guerra Mundial, los Tres Chiflados realizaron varios cortos de contenido anti nazi, como You Nazty Spy! (1940), (el corto favorito de Moe, según este lo declararía después), su secuela I'll Never Heil Again (1941), y They Stooge to Conga (1943). En los dos primeros, Moe realizaría una hilarante parodia del dictador alemán Adolf Hitler.
Tras la guerra, en 1946, a Curly se le había diagnosticado hipertensión, además de hemorragia retinal, lo cual, complicado con su obesidad y su régimen de vida muy desordenado, fue la causa que sufriera un accidente cerebrovascular durante la filmación de Half-Wits' Holiday. A pesar de que Moe trató de obtener la mejor atención médica para su hermano menor, este tuvo que ser reemplazado por su hermano Shemp, quien retornó al grupo en 1946. A pesar de que Curly hizo un cameo en el corto Hold that Lion! en 1947, no retornaría más a la actuación, muriendo en 1952.
Los Tres Chiflados continuaron realizando cortos para Columbia. En 1955, Shemp murió inesperadamente, siendo sustituido por Joe Besser, con quien filmarían 16 cortos más hasta diciembre de 1957. Por entonces, el estudio cerró el departamento de cortos y traspasó el material fílmico a una de sus empresas subsidiarias (Screen Gems) que los estrenó en televisión, conociendo los Tres Chiflados una mayor popularidad desde entonces, sobre todo entre audiencias más juveniles.
En los años 60, los Tres Chiflados participaron en varios largometrajes propios, la mayoría para Columbia, como por ejemplo Have Rocket, Will Travel (1959), Snow White and the Three Stooges (1961) (para 20th Century Fox), Los Tres Chiflados conocen a Hércules (1962), Los Tres Chiflados en Órbita (1962), The Three Stooges Go Around the World in a Daze (1963), y The Outlaws IS Coming! (1965). Moe tuvo algunas apariciones individuales en papeles menores, como el de un conductor de taxi en Space Master X-7 (1958), película de clase B donde un hongo misterioso invadía la Tierra. Por la época de los largometrajes mencionados el tercer chiflado fue Joe DeRita, a quien Moe eligiera por un cierto parecido físico con Curly, quien ya era visto por muchos en ese entonces como el chiflado más popular.

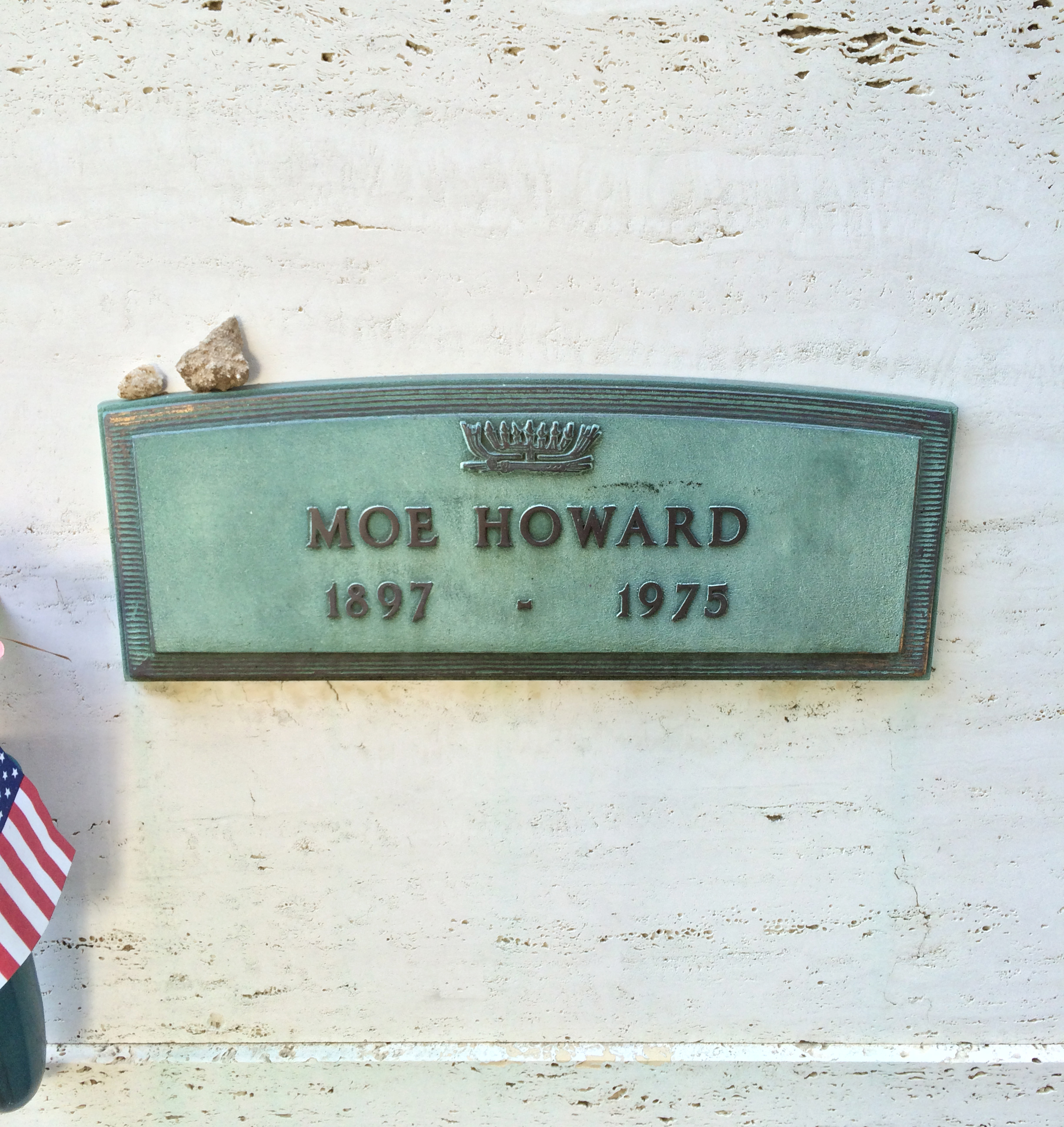
Tumba de Moe Howard

Durante esos años, Moe Howard trató de persuadir a Columbia Pictures para que le vendieran los derechos de los cortos de los Tres Chiflados por 1,2 millones de dólares. Columbia prácticamente se rio de él al salir de la oficina. No obstante, los alrededor de 20.000 dólares que cada uno ganaba cubrieron las seis semanas por año que pasaron en el estudio, el equivalente inflacionario de trescientos sesenta mil dólares en la actualidad. Como empleados de estudio a tiempo parcial, estaban también a la par con el monto de dinero que las estrellas de largometraje de Columbia como Jean Arthur, Glenn Ford, etc. recibían. También vale la pena señalar que no tomaron un recorte salarial cuando las versiones de material de archivo comenzaron en 1952, y su carga de trabajo disminuyó. En 1955, recibieron los mismos 20.000 dólares por solo nueve días de trabajo.
También los Tres Chiflados realizaron algunas apariciones en otras películas como artistas invitados: como bomberos, en el film de Stanley Kramer It's a Mad Mad Mad Mad World (1963) y 4 for Texas (1964), de Robert Aldrich, participando en una escena junto con Dean Martin y Ursula Andress. Sin embargo, el trío no era inmune al paso de los años, que hizo mella en el tipo de humor violento que siguieron cultivando. Tras varias presentaciones televisivas y algún piloto para TV, se retiraron a principios de la década de 1970.

### Muerte
Moe murió en Los Ángeles, California, el 4 de mayo de 1975, de cáncer de pulmón, poco antes de cumplir los 78 años de edad.

## Lectura adicional
- The Three Stooges Scrapbook; por Jeff Lenburg, Joan Howard Maurer, Greg Lenburg (Citadel Press, 1982, rev. 1994, 2000).
- The Three Stooges Journal, por Gary Lassin (2012).